# Perunkajärvi (sjö, lat 66,30, long 25,90)
Perunkajärvi är en sjö i Finland. Den ligger i kommunen Rovaniemi i landskapet Lappland, i den norra delen av landet, 700 km norr om huvudstaden Helsingfors. Perunkajärvi ligger 135 meter över havet. Arean är 1,57 kvadratkilometer och strandlinjen är 10,76 kilometer lång. Sjön  ingår i Kemi älvs huvudavrinningsområde.   
I övrigt finns följande vid Perunkajärvi:
- Välijoki (ett vattendrag)